# Immunité aux erreurs d'identification
L'immunité aux erreurs d'identification, abrégée en IEM d'après l'anglais  Immunity to Error through Misidentification est un postulat étudiée par la philosophie de l'esprit, la psychologie et les sciences cognitives consistant en « l'impossibilité pour un sujet s'auto-attribuant un état mental (avoir mal, sentir le vent dans ses cheveux, avoir l’intention de faire une certaine chose), de douter de l'identité de la personne à qui est attribué l’état ». Concernant initialement  l'absence de doute lors de l'auto-attribution d'états mentaux, elle a été élargie aux propriétés corporelles et actions. 
Cet postulat pose de façon fondamentale la question de l'identité de la personne. Il a été introduit par Wittgenstein dans Cahier bleu, et peut être démenti en premier ressort dans des cas pathologiques : celui de certains psychotiques (« je » suis « vous »), chez des personnes anciennement atteintes du syndrome de Cotard (« je » suis mort), ou de trouble dissociatif de la personnalité (le « je » représente plusieurs personnes).